# Alfred Aberdam
Alfred Aberdam (geb. 15. April 1894 in Lemberg; gest. 3. Dezember 1963 in Paris) war ein polnischer Maler, der vor allem in Paris tätig war.

## Leben
Aberdam studierte 1913/14 an der Kunstakademie München bei Gabriel von Hackl. Im Ersten Weltkrieg geriet er in russische Gefangenschaft in Sibirien und Moskau. Nach seiner Rückkehr aus Russland setzte er 1921/22 seine Studien an der Kunstakademie in Krakau bei Teodor Axentowicz fort. Danach war er einige Zeit bei Alexander Archipenko in Berlin tätig; ab 1924 lebte er ständig in Paris. Dort bildete er, gemeinsam mit Zygmunt Menkes, Joachim Weingart und Leon Weissberg, le Groupe des Quatre (die Gruppe der vier; polnisch: Grupy Czterech). Die von dieser Gruppe vertretenen Kunstformen waren Teil der expressionistischen Strömung in der École de Paris. Die Gruppe bestand bis 1925, gemeinsam stellten sie 1925 in der von Jan Śliwiński geführten Galerie Au Sacre du Printemps aus.
Aberdam war stark beeinflusst durch die französischen Meister des 18. Jahrhunderts, besonders durch Watteau. Mit seinen Bildern war er an den Pariser Salons des Tuileries und bei den Ausstellungen der Indépendants vertreten. Als wichtigste Ausstellungen seiner Werke sind zu nennen: 1949 in der Galerie des Beaux-Arts in Paris (64 Bilder und 25 Zeichnungen) und in Tel Aviv, 1952 im Bezalel-Museum in Jerusalem und im Stadtmuseum in Haifa und 1961 der Londoner Molton Gallery.

## Werke (Auswahl)
- Frau Abraham (Öl auf Leinwand, 73 × 54 cm)[2]